# Parargyrops edita
Parargyrops edita är en fiskart som beskrevs av Tanaka, 1916. Parargyrops edita ingår i släktet Parargyrops och familjen havsrudefiskar. Inga underarter finns listade i Catalogue of Life.